# Therapie (lied)
Therapie is een Nederlandstalig lied van de Nederlandse zangeres Zoë Tauran. Het werd in 2023 als single uitgebracht en stond in hetzelfde jaar als vierde track op haar titelloze debuutalbum.

## Achtergrond
Therapie is geschreven door Zoë Tauran, Carlos Vrolijk en Brahim Fouradi en geproduceerd door Project Money. Het is een nummer uit het genre nederpop. In het lied zingt de artiest over een relatiebreuk en het verdriet wegdrinken. Met het nummer wilde de artiest vertellen dat het soms niet erg is om heel verdrietig te zijn en dat het soms juist goed kan zijn om je emoties even te laten gaan. Tauran schreef het nummer toen ze zelf in een relatiebreuk lag.
Therapie is het eerste solonummer dat de artiest heeft uitgebracht, nadat ze eerder al succes had gehad met onder andere de samenwerkingen Solo (met Bilal Wahib), Gebruik me (met Frenna) en Adrenaline (met Kris Kross Amsterdam en Ronnie Flex). Het nummer ging direct na uitbrengen viraal op mediaplatform TikTok. Het lied werd bij radiozender NPO FunX uitgeroepen tot DiXte track van de week en bij radiozender 100%NL tot Hit van 100. De single heeft in Nederland de platina status.
Therapie werd tweemaal uitgebracht, een keer als eigen single en één keer als de B-kant van de single Er was eens een meid.

## Hitnoteringen
De artiest had succes met het lied in de hitlijsten van Nederland. Het piekte op de derde plaats van de Nederlandse Single Top 100 en stond 23 weken in deze hitlijst. Het kwam tot de vijfde positie van de Nederlandse Top 40 en stond zestien weken in deze lijst.